# Golpe de Estado na República do Daomé em 1972
Golpe de Estado na República do Daomé em 1972 foi um golpe militar orquestrado em 26 de outubro de 1972 pelo major (posteriormente general) Mathieu Kérékou, que assumiu o controle da República do Daomé  e pôs fim ao sistema de governo estabelecido na sequência das eleições presidenciais anuladas de 1970, no qual três membros do Conselho Presidencial (Hubert Maga, Justin Ahomadégbé-Tomêtin e Sourou-Migan Apithy) deveriam revezar no poder. Ahomadégbé-Tomêtin atuava como o presidente no momento do golpe.

## Golpe
O golpe foi lançado por soldados da guarnição de Ouidah  e ocorreu durante uma reunião do Conselho Presidencial entre Maga e Ahomadégbé-Tomêtin. Segundo relatos no local, os soldados chegaram abruptamente na sala do Gabinete do Palácio Presidencial na capital Porto-Novo e começaram a atirar, mas ninguém ficou ferido. Kérékou liderava os soldados da primeira companhia de blindados para interromper a reunião, onde ele declarou o fim do Conselho Presidencial.  Kérékou anunciou o golpe na rádio nacional (que mais tarde tornou-se ORTB), declarando que "a chefia de três figuras [era] verdadeiramente um monstro" acometido pela "deficiência congênita... notória ineficiência e... incompetência imperdoável".  Analogamente ao golpe de Estado de 1963 liderado por Christophe Soglo, o golpe de 1972 foi visto favoravelmente por grande parte da população do país.  Kerekou nomeou-se o novo chefe de Estado, indicando oficiais militares para vários postos ministeriais.

## Resultado
Os membros do Conselho Presidencial e outras figuras políticas proeminentes foram detidos e aprisionados ou colocados em prisão domiciliar até 1981.  Após serem libertados da prisão domiciliar em 1981, Maga, Ahomadégbé-Tomêtin e Apithy mudaram-se para Paris. 

### Mudanças ideológicas
Kérékou proclamou a adesão formal de seu governo ao marxismo-leninismo em 30 de novembro de 1974, em um discurso perante uma assembleia de notáveis atônitos na cidade de Abomey. Ele logo alinhou Daomé com a União Soviética e o Bloco Oriental. Finalmente, Kérékou declarou o fim da República do Daomé e a criação da República Popular do Benin em 30 de novembro de 1975, em homenagem ao Reino do Benin que florescera na parte centro-sul da vizinha Nigéria. O Partido da Revolução Popular do Benin (PRPB), concebido como um partido de vanguarda, foi criado no mesmo dia como único partido legal do país.

## Bibliography
- Decalo, Samuel (Abril de 1973), «Regionalism, Politics, and the Military in Dahomey», College of Business, Tennessee State University, The Journal of Developing Areas, 7 (3), JSTOR 4190033.
- Ronen, Dov (1975). Dahomey: Between Tradition and Modernity. Ithaca: Cornell University Press
- Houngnikpo, Mathurin C. (2001). Determinants of democratization in Africa: a comparative study of Benin and Togo. [S.l.]: University Press of America
- Lea, Chris (2001). Political Chronology of Africa. [S.l.]: Routledge. 40 páginas. ISBN 978-1-135-35666-8
- Le Vine, Victor T. (1997). «The Fall and Rise of Constitutionalism in West Africa». Journal of Modern African Studies. 35 (2): 181–206. doi:10.1017/s0022278x97002395

- Este artigo foi inicialmente traduzido, total ou parcialmente, do artigo da Wikipédia em inglês cujo título é «1972 Dahomeyan coup d'état».